# Liste des députés allemands de l'Empire allemand (8e législature)
Les députés de le huitième législature du Reichstag sont les députés du Reichstag élus lors des élections législatives allemandes de 1890 pour la période 1890-1893.

## Liste des députés
| État                                      | District          | Circonscription | Élu                                      | Parti | Parti            |
| ----------------------------------------- | ----------------- | --- | ---------------------------------------- | ----- | ---------------- |
| Royaume de Prusse (Prusse-Orientale)      | Königsberg        | 01 (Memel-Heydekrug) | Helmuth Karl Bernhard von Moltke         |       | DKP              |
| Royaume de Prusse (Prusse-Orientale)      | Königsberg        | 02 (Labiau-Wehlau) | Werner von Gustedt-Lablacken             |       | DKP              |
| Royaume de Prusse (Prusse-Orientale)      | Königsberg        | 03 (Königsberg-Ville) | Carl Schultze                            |       | SAP              |
| Royaume de Prusse (Prusse-Orientale)      | Königsberg        | 04 (Fischhausen-Königsberg-Campagne) | August von Dönhoff                       |       | DKP              |
| Royaume de Prusse (Prusse-Orientale)      | Königsberg        | 05 (Heiligenbeil-Preußisch Eylau) | Alfred von Tettau                        |       | DKP              |
| Royaume de Prusse (Prusse-Orientale)      | Königsberg        | 06 (Braunsberg-Heilsberg) | Cölestin Krebs                           |       | ZEN              |
| Royaume de Prusse (Prusse-Orientale)      | Königsberg        | 07 (Preußisch Holland-Mohrungen) | Rudolph Wichmann                         |       | DKP              |
| Royaume de Prusse (Prusse-Orientale)      | Königsberg        | 08 (Osterode-Neidenburg) | Heinrich Stephanus                       |       | DKP              |
| Royaume de Prusse (Prusse-Orientale)      | Königsberg        | 09 (Allenstein-Rößel) | Justus Rarkowski                         |       | ZEN              |
| Royaume de Prusse (Prusse-Orientale)      | Königsberg        | 10 (Rastenburg-Friedland-Gerdauen) | Udo de Stolberg-Wernigerode              |       | DKP              |
| Royaume de Prusse (Prusse-Orientale)      | Gumbinnen         | 01 (Tilsit-Niederung) | Albrecht von Schlieckmann                |       | DKP              |
| Royaume de Prusse (Prusse-Orientale)      | Gumbinnen         | 02 (Ragnit-Pillkallen) | Hans von Kanitz                          |       | DKP              |
| Royaume de Prusse (Prusse-Orientale)      | Gumbinnen         | 03 (Gumbinnen-Insterbourg) | Gustav Dodillet                          |       | DKP              |
| Royaume de Prusse (Prusse-Orientale)      | Gumbinnen         | 04 (Stallupönen-Goldap-Darkehmen) | Emil Victor von Sperber                  |       | DKP              |
| Royaume de Prusse (Prusse-Orientale)      | Gumbinnen         | 05 (Angerburg-Lötzen) | Ludwig von Staudy                        |       | DKP              |
| Royaume de Prusse (Prusse-Orientale)      | Gumbinnen         | 06 (Oletzko-Lyck-Johannisburg) | Otto Steinmann                           |       | DKP              |
| Royaume de Prusse (Prusse-Orientale)      | Gumbinnen         | 07 (Sensburg-Ortelsbourg) | Julius von Mirbach                       |       | DKP              |
| Royaume de Prusse (Prusse-Occidentale)    | Dantzig           | 01 (Marienbourg-Elbing) | Richard zu Dohna-Schlobitten             |       | DKP              |
| Royaume de Prusse (Prusse-Occidentale)    | Dantzig           | 02 (Dantzig-Haut-Dantzig-Bas) | Amandus Mey                              |       | ZEN              |
| Royaume de Prusse (Prusse-Occidentale)    | Dantzig           | 03 (Dantzig-Ville) | Heinrich Rickert                         |       | DFP              |
| Royaume de Prusse (Prusse-Occidentale)    | Dantzig           | 04 (Neustadt-Putzig-Karthaus) | Roman von Janta-Polczynski               |       | Pole             |
| Royaume de Prusse (Prusse-Occidentale)    | Dantzig           | 05 (Berent-Preußisch Stargard-Dirschau) | Boleslaw von Kossowski                   |       | Pole             |
| Royaume de Prusse (Prusse-Occidentale)    | Marienwerder      | 01 (Marienwerder-Stuhm) | Waldemar Mueller                         |       | DRP              |
| Royaume de Prusse (Prusse-Occidentale)    | Marienwerder      | 02 (Rosenberg-Löbau-en-Prusse-Occidentale (de)) | Theophil Rzepnikowski                    |       | Pole             |
| Royaume de Prusse (Prusse-Occidentale)    | Marienwerder      | 03 (Graudenz-Strasbourg) | Wladyslaw Rozycki                        |       | Pole             |
| Royaume de Prusse (Prusse-Occidentale)    | Marienwerder      | 04 (Thorn-Kulm-Briesen) | Ludwig Mauritius von Slaski              |       | Pole             |
| Royaume de Prusse (Prusse-Occidentale)    | Marienwerder      | 05 (Schwetz) | Otto Holtz                               |       | DRP              |
| Royaume de Prusse (Prusse-Occidentale)    | Marienwerder      | 06 (Konitz-Tuchel) | Wladislaus von Wolszlegier               |       | Pole             |
| Royaume de Prusse (Prusse-Occidentale)    | Marienwerder      | 07 (Schlochau-Flatow) | Wilhelm Scheffer                         |       | DKP              |
| Royaume de Prusse (Prusse-Occidentale)    | Marienwerder      | 08 (Deutsch-Krone) | Karl von Gamp-Massaunen                  |       | DRP              |
| Royaume de Prusse (Berlin)                | Berlin            | 01 (Alt-Berlin-Cölln-Friedrichswerder-Dorotheenstadt-Friedrichstadt-Nord) | Alexander Meyer                          |       | DFP              |
| Royaume de Prusse (Berlin)                | Berlin            | 02 (Schöneberger Vorstadt-Friedrichsvorstadt-Tempelhofer Vorstadt-Friedrichstadt-Sud) | Rudolf Virchow                           |       | DFP              |
| Royaume de Prusse (Berlin)                | Berlin            | 03 (Luisenstadt-Neu-Cölln) | August Munckel                           |       | DFP              |
| Royaume de Prusse (Berlin)                | Berlin            | 04 (Luisenstadt-Stralauer Vorstadt-Königsstadt-Est) | Paul Singer                              |       | SAP              |
| Royaume de Prusse (Berlin)                | Berlin            | 05 (Spandauer Vorstadt-Friedrich-Wilhelm-Stadt-Königsstadt-Ouest) | Karl Baumbach                            |       | DFP              |
| Royaume de Prusse (Berlin)                | Berlin            | 06 (Wedding-Gesundbrunnen-Moabit-Oranienburger Vorstadt-Rosenthaler Vorstadt) | Wilhelm Liebknecht                       |       | SAP              |
| Royaume de Prusse (Brandebourg)           | Potsdam           | 01 (Prignitz-de-l'Ouest) | Günther von Jagow                        |       | DKP              |
| Royaume de Prusse (Brandebourg)           | Potsdam           | 02 (Prignitz-de-l'Est) | Fritz Koch                               |       | DFP              |
| Royaume de Prusse (Brandebourg)           | Potsdam           | 03 (Ruppin-Templin) | Hugo von Saldern-Ahlimb-Ringenwalde      |       | DKP              |
| Royaume de Prusse (Brandebourg)           | Potsdam           | 04 (Prenzlau-Angermünde) | Friedrich von Wedell-Malchow             |       | DKP              |
| Royaume de Prusse (Brandebourg)           | Potsdam           | 05 (Haut-Barnim) | Theobald von Bethmann Hollweg            |       | DRP              |
| Royaume de Prusse (Brandebourg)           | Potsdam           | 06 (Bas-Barnim-Lichtenberg) | Arthur Stadthagen                        |       | SAP              |
| Royaume de Prusse (Brandebourg)           | Potsdam           | 07 (Potsdam-Havelland-de-l'Est-Spandau) | Max Ruge                                 |       | DFP              |
| Royaume de Prusse (Brandebourg)           | Potsdam           | 08 (Brandebourg-sur-la-Havel-Havelland-de-l'Ouest) | Hugo Hermes                              |       | DFP              |
| Royaume de Prusse (Brandebourg)           | Potsdam           | 09 (Zauch-Belzig-Jüterbog-Luckenwalde) | Hermann Kropatscheck                     |       | DKP              |
| Royaume de Prusse (Brandebourg)           | Potsdam           | 10 (Teltow-Beeskow-Storkow-Charlottenbourg-Schöneberg-Neukölln-Wilmersdorf) | Nicolaus von Handjery                    |       | DKP              |
| Royaume de Prusse (Brandebourg)           | Francfort         | 01 (Arnswalde-Friedeberg) | Wilhelm von Meyer                        |       | DKP              |
| Royaume de Prusse (Brandebourg)           | Francfort         | 02 (Landsberg-sur-la-Warthe-Soldin) | Nikolaus Witt                            |       | DFP              |
| Royaume de Prusse (Brandebourg)           | Francfort         | 03 (Königsberg) | Albert von Levetzow                      |       | DKP              |
| Royaume de Prusse (Brandebourg)           | Francfort         | 04 (Francfort-sur-l'Oder-Lebus) | Paul von Steinau-Steinrück               |       | DKP              |
| Royaume de Prusse (Brandebourg)           | Francfort         | 05 (Sternberg-Est-Sternberg-Ouest) | Bernhard Bohtz                           |       | DKP              |
| Royaume de Prusse (Brandebourg)           | Francfort         | 06 (Züllichau-Schwiebus-Crossen-sur-l'Oder) | Otto Uhden                               |       | DKP              |
| Royaume de Prusse (Brandebourg)           | Francfort         | 07 (Guben-Lübben) | Heinrich zu Schoenaich-Carolath          |       | Sans étiquette   |
| Royaume de Prusse (Brandebourg)           | Francfort         | 08 (Sorau-Forst) | Cuno Jeschke                             |       | DFP              |
| Royaume de Prusse (Brandebourg)           | Francfort         | 09 (Cottbus-Spremberg) | Heinrich von Pückler                     |       | DKP              |
| Royaume de Prusse (Brandebourg)           | Francfort         | 10 (Calau-Luckau) | Otto von Manteuffel                      |       | DKP              |
| Royaume de Prusse (Poméranie)             | Stettin           | 01 (Demmin-Anklam) | Hans Ludwig von Maltzahn                 |       | DKP              |
| Royaume de Prusse (Poméranie)             | Stettin           | 02 (Ueckermünde-Usedom-Wollin) | Ludwig von Henk                          |       | DKP              |
| Royaume de Prusse (Poméranie)             | Stettin           | 03 (Randow-Greifenhagen) | Alexander von der Osten                  |       | DKP              |
| Royaume de Prusse (Poméranie)             | Stettin           | 04 (Stettin) | Max Broemel                              |       | DFP              |
| Royaume de Prusse (Poméranie)             | Stettin           | 05 (Pyritz-Saatzig) | Hermann von Schöning                     |       | DKP              |
| Royaume de Prusse (Poméranie)             | Stettin           | 06 (Naugard-Regenwalde) | Wilhelm von Flügge                       |       | DKP              |
| Royaume de Prusse (Poméranie)             | Stettin           | 07 (Greifenberg-Cammin) | Oskar von Normann                        |       | DKP              |
| Royaume de Prusse (Poméranie)             | Köslin            | 01 (Stolp-Lauenbourg) | Robert von Puttkamer                     |       | DKP              |
| Royaume de Prusse (Poméranie)             | Köslin            | 02 (Bütow-Rummelsburg-Schlawe) | Adolf von Massow                         |       | DKP              |
| Royaume de Prusse (Poméranie)             | Köslin            | 03 (Köslin-Colberg-Cörlin-Bublitz) | August von Gerlach                       |       | DKP              |
| Royaume de Prusse (Poméranie)             | Köslin            | 04 (Belgard-sur-la-Persante-Schivelbein-Dramburg) | Conrad von Kleist                        |       | DKP              |
| Royaume de Prusse (Poméranie)             | Köslin            | 05 (Neustettin) | Hermann von Busse                        |       | DKP              |
| Royaume de Prusse (Poméranie)             | Stralsund         | 01 (Rügen-Stralsund-Franzburg) | Robert von Keudell                       |       | DRP              |
| Royaume de Prusse (Poméranie)             | Stralsund         | 02 (Greifswald-Grimmen) | Carl von Behr                            |       | DRP              |
| Royaume de Prusse (Posnanie)              | Posen             | 01 (Posen) | Stephan Cegielski                        |       | Pole             |
| Royaume de Prusse (Posnanie)              | Posen             | 02 (Samter-Birnbaum-Obornik-Schwerin-sur-la-Warthe) | Hektor von Kwilecki                      |       | Pole             |
| Royaume de Prusse (Posnanie)              | Posen             | 03 (Meseritz-Bomst) | Hans Wilhelm von Unruhe-Bomst            |       | DRP              |
| Royaume de Prusse (Posnanie)              | Posen             | 04 (Buk-Schmiegel-Kosten) | Idzizlaw Czartoryski                     |       | Pole             |
| Royaume de Prusse (Posnanie)              | Posen             | 05 (Gostyn-Rawitsch) | Adam Czartoryski                         |       | Pole             |
| Royaume de Prusse (Posnanie)              | Posen             | 06 (Fraustadt-Lissa) | Hans von Hellmann                        |       | DRP              |
| Royaume de Prusse (Posnanie)              | Posen             | 07 (Schrimm-Schroda) | Ludwig Edler von Graeve                  |       | Pole             |
| Royaume de Prusse (Posnanie)              | Posen             | 08 (Wreschen-Pleschen-Jarotschin) | Sigismund von Dziembowski-Pomian         |       | Pole             |
| Royaume de Prusse (Posnanie)              | Posen             | 09 (Krotoschin-Koschmin) | Ludwig von Jazdzewski                    |       | Pole             |
| Royaume de Prusse (Posnanie)              | Posen             | 10 (Adelnau-Schildberg-Ostrowo-Kempen-en-Posnanie) | Ferdinand von Radziwill                  |       | Pole             |
| Royaume de Prusse (Posnanie)              | Bromberg          | 01 (Czarnikau-Filehne-Colmar-en-Posnanie) | Axel von Colmar-Meyenburg                |       | DKP              |
| Royaume de Prusse (Posnanie)              | Bromberg          | 02 (Wirsitz-Schubin-Znin) | Carl Martin Friedrich Poll               |       | NLP              |
| Royaume de Prusse (Posnanie)              | Bromberg          | 03 (Bromberg) | Oscar Hahn                               |       | DKP              |
| Royaume de Prusse (Posnanie)              | Bromberg          | 04 (Hohensalza-Mogilno-Strelno) | Józef von Kościelski                     |       | Pole             |
| Royaume de Prusse (Posnanie)              | Bromberg          | 05 (Gnesen-Wongrowitz-Witkowo) | Roman von Komierowski                    |       | Pole             |
| Royaume de Prusse (Silésie)               | Breslau           | 01 (Guhrau-Steinau-Wohlau) | Friedrich von Carmer-Osten               |       | DKP              |
| Royaume de Prusse (Silésie)               | Breslau           | 02 (Militsch-Trebnitz) | Hermann von Hatzfeldt                    |       | DRP              |
| Royaume de Prusse (Silésie)               | Breslau           | 03 (Groß Wartenberg-Œls) | Wilhelm von Kardorff                     |       | DRP              |
| Royaume de Prusse (Silésie)               | Breslau           | 04 (Namslau-Brieg) | Johann Georg von Saurma-Jeltsch          |       | DKP              |
| Royaume de Prusse (Silésie)               | Breslau           | 05 (Ohlau-Strehlen-Nimptsch) | Johannes Friedrich Goldschmidt           |       | DFP              |
| Royaume de Prusse (Silésie)               | Breslau           | 06 (Breslau-Est) | Franz Tutzauer                           |       | SAP              |
| Royaume de Prusse (Silésie)               | Breslau           | 07 (Breslau-Ouest) | Karl Vollrath                            |       | DFP              |
| Royaume de Prusse (Silésie)               | Breslau           | 08 (Neumarkt-Breslau-Campagne) | Karl von Huene                           |       | ZEN              |
| Royaume de Prusse (Silésie)               | Breslau           | 09 (Striegau-Schweidnitz) | Friedrich Stephan                        |       | DFP              |
| Royaume de Prusse (Silésie)               | Breslau           | 10 (Waldenburg) | Eduard Gustav Eberty                     |       | DFP              |
| Royaume de Prusse (Silésie)               | Breslau           | 11 (Reichenbach-Neurode) | Felix Porsch                             |       | ZEN              |
| Royaume de Prusse (Silésie)               | Breslau           | 12 (Glatz-Habelschwerdt) | Joseph Sperlich                          |       | ZEN              |
| Royaume de Prusse (Silésie)               | Breslau           | 13 (Frankenstein-Münsterberg) | Johann von Harbuval-Chamaré-Stolz        |       | ZEN              |
| Royaume de Prusse (Silésie)               | Oppeln            | 01 (Kreuzburg-Rosenberg-en-Haute-Silésie) | Christian-Kraft de Hohenlohe-Öhringen    |       | DKP              |
| Royaume de Prusse (Silésie)               | Oppeln            | 02 (Oppeln) | Franz von Ballestrem                     |       | ZEN              |
| Royaume de Prusse (Silésie)               | Oppeln            | 03 (Groß Strehlitz-Cosel) | Adolph Franz                             |       | ZEN              |
| Royaume de Prusse (Silésie)               | Oppeln            | 04 (Lublinitz-Tost-Gleiwitz) | Carl Metzner                             |       | ZEN              |
| Royaume de Prusse (Silésie)               | Oppeln            | 05 (Beuthen-Tarnowitz) | Julius Szmula                            |       | ZEN              |
| Royaume de Prusse (Silésie)               | Oppeln            | 06 (Kattowitz-Zabrze) | Paul Letocha                             |       | ZEN              |
| Royaume de Prusse (Silésie)               | Oppeln            | 07 (Pless-Rybnik) | Eduard Müller                            |       | ZEN              |
| Royaume de Prusse (Silésie)               | Oppeln            | 08 (Ratibor) | Anton von Dejanicz-Gliszczynski          |       | ZEN              |
| Royaume de Prusse (Silésie)               | Oppeln            | 09 (Leobschütz) | Florian Klose                            |       | ZEN              |
| Royaume de Prusse (Silésie)               | Oppeln            | 10 (Neustadt-en-Haute-Silésie) | Franz von Matuschka                      |       | ZEN              |
| Royaume de Prusse (Silésie)               | Oppeln            | 11 (Falkenberg-en-Haute-Silésie-Grottkau) | Alexander von Schalscha                  |       | ZEN              |
| Royaume de Prusse (Silésie)               | Oppeln            | 12 (Neisse) | Albert Horn                              |       | ZEN              |
| Royaume de Prusse (Silésie)               | Liegnitz          | 01 (Grünberg-Freystadt) | Louis Jordan                             |       | DFP              |
| Royaume de Prusse (Silésie)               | Liegnitz          | 02 (Sagan-Sprottau) | Max von Forckenbeck                      |       | DFP              |
| Royaume de Prusse (Silésie)               | Liegnitz          | 03 (Glogau) | August Maager                            |       | DFP              |
| Royaume de Prusse (Silésie)               | Liegnitz          | 04 (Lüben-Bunzlau) | Philipp Schmieder                        |       | DFP              |
| Royaume de Prusse (Silésie)               | Liegnitz          | 05 (Löwenberg) | Julius Friedländer                       |       | DFP              |
| Royaume de Prusse (Silésie)               | Liegnitz          | 06 (Liegnitz-Goldberg-Haynau) | Gustav Lange                             |       | DFP              |
| Royaume de Prusse (Silésie)               | Liegnitz          | 07 (Landeshut-Jauer-Bolkenhain) | Otto Hermes                              |       | DFP              |
| Royaume de Prusse (Silésie)               | Liegnitz          | 08 (Schönau-Hirschberg) | Theodor Barth                            |       | DFP              |
| Royaume de Prusse (Silésie)               | Liegnitz          | 09 (Görlitz-Lauban) | Erwin Lüders                             |       | DFP              |
| Royaume de Prusse (Silésie)               | Liegnitz          | 10 (Rothenburg-Hoyerswerda) | Traugott Hermann von Arnim-Muskau        |       | DRP              |
| Royaume de Prusse (Saxe)                  | Magdebourg        | 01 (Salzwedel-Gardelegen) | Werner von der Schulenburg               |       | DKP              |
| Royaume de Prusse (Saxe)                  | Magdebourg        | 02 (Stendal-Osterburg) | Hermann von Jagow                        |       | DKP              |
| Royaume de Prusse (Saxe)                  | Magdebourg        | 03 (Jerichow I-Jerichow II) | Ferdinand Wöllmer                        |       | DFP              |
| Royaume de Prusse (Saxe)                  | Magdebourg        | 04 (Magdebourg) | Wilhelm Bock                             |       | SAP              |
| Royaume de Prusse (Saxe)                  | Magdebourg        | 05 (Neuhaldensleben-Wolmirstedt) | Jacob Hosang                             |       | NLP              |
| Royaume de Prusse (Saxe)                  | Magdebourg        | 06 (Wanzleben) | Robert von Benda                         |       | NLP              |
| Royaume de Prusse (Saxe)                  | Magdebourg        | 07 (Aschersleben-Quedlinbourg-Calbe-sur-la-Saale) | August Heine                             |       | SAP              |
| Royaume de Prusse (Saxe)                  | Magdebourg        | 08 (Halberstadt-Oschersleben-Wernigerode) | Hans Rimpau                              |       | NLP              |
| Royaume de Prusse (Saxe)                  | Mersebourg        | 01 (Liebenwerda-Torgau) | Ernst von Bredow                         |       | DKP              |
| Royaume de Prusse (Saxe)                  | Mersebourg        | 02 (Schweinitz-Wittemberg) | Heinrich Dohrn                           |       | DFP              |
| Royaume de Prusse (Saxe)                  | Mersebourg        | 03 (Bitterfeld-Delitzsch) | Max Hirsch                               |       | DFP              |
| Royaume de Prusse (Saxe)                  | Mersebourg        | 04 (Halle-sur-Saale-la Saale) | Fritz Kunert                             |       | SAP              |
| Royaume de Prusse (Saxe)                  | Mersebourg        | 05 (Mansfeld-Lac-Mansfeld-Montagne) | Ernst Leuschner                          |       | DRP              |
| Royaume de Prusse (Saxe)                  | Mersebourg        | 06 (Sangerhausen-Eckartsberga) | Karl Gotthold Krause                     |       | DFP              |
| Royaume de Prusse (Saxe)                  | Mersebourg        | 07 (Querfurt-Mersebourg) | Carl August Panse                        |       | DFP              |
| Royaume de Prusse (Saxe)                  | Mersebourg        | 08 (Naumbourg-Weißenfels-Zeitz) | Julius Günther                           |       | NLP              |
| Royaume de Prusse (Saxe)                  | Erfurt            | 01 (Comté d'Hohenstein) | Fritz Schneider                          |       | DFP              |
| Royaume de Prusse (Saxe)                  | Erfurt            | 02 (Heiligenstadt-Worbis) | Josef von Strombeck                      |       | ZEN              |
| Royaume de Prusse (Saxe)                  | Erfurt            | 03 (Muhlouse-Langensalza-Weißensee) | Heinrich Joseph Horwitz                  |       | DFP              |
| Royaume de Prusse (Saxe)                  | Erfurt            | 04 (Erfurt-Schleusingen-Ziegenrück) | Ferdinand Lucius                         |       | DRP              |
| Royaume de Prusse (Schleswig-Holstein)    |                   | 01 (Hadersleben-Sonderburg) | Gustav Johannsen                         |       | Däne             |
| Royaume de Prusse (Schleswig-Holstein)    |                   | 02 (Apenrade-Flensbourg) | Michael Jebsen                           |       | NLP              |
| Royaume de Prusse (Schleswig-Holstein)    |                   | 03 (Schleswig-Eckernförde) | Asmus Lorenzen                           |       | DFP              |
| Royaume de Prusse (Schleswig-Holstein)    |                   | 04 (Tondern-Husum-Eiderstedt) | Wilhelm Seelig                           |       | DFP              |
| Royaume de Prusse (Schleswig-Holstein)    |                   | 05 (Dithmarse-du-Nord-Dithmarse-du-Sud-Steinburg) | Gustav Thomsen                           |       | DFP              |
| Royaume de Prusse (Schleswig-Holstein)    |                   | 06 (Pinneberg-Segeberg) | Hermann Molkenbuhr                       |       | SAP              |
| Royaume de Prusse (Schleswig-Holstein)    |                   | 07 (Kiel-Rendsburg) | Albert Hänel                             |       | DFP              |
| Royaume de Prusse (Schleswig-Holstein)    |                   | 08 (Altona-Stormarn) | Karl Frohme                              |       | SAP              |
| Royaume de Prusse (Schleswig-Holstein)    |                   | 09 (Oldenbourg-en-Holstein-Plön) | Conrad von Holstein                      |       | DKP              |
| Royaume de Prusse (Schleswig-Holstein)    |                   | 10 (Duché de Lauenbourg) | Heinrich Berling                         |       | DFP              |
| Royaume de Prusse (Hanovre)               |                   | 01 (Emden-Norden-Weener) | Theodor van Hülst                        |       | NLP              |
| Royaume de Prusse (Hanovre)               |                   | 02 (Aurich-Wittmund-Leer) | Fritz Hacke                              |       | DFP              |
| Royaume de Prusse (Hanovre)               |                   | 03 (Meppen-Lingen-Bentheim-Aschendorf-Hümmling) | Ludwig Windthorst                        |       | ZEN              |
| Royaume de Prusse (Hanovre)               |                   | 04 (Osnabrück-Bersenbrück-Iburg) | Balduin von Schele                       |       | DHP              |
| Royaume de Prusse (Hanovre)               |                   | 05 (Melle-Diepholz-Wittlage-Sulingen-Stolzenau) | Werner von Arnswaldt                     |       | DHP              |
| Royaume de Prusse (Hanovre)               |                   | 06 (Syke-Verden-Hoya-Achim) | Hermann von Arnswaldt                    |       | DHP              |
| Royaume de Prusse (Hanovre)               |                   | 07 (Nienburg-Neustadt am Rübenberge-Fallingbostel) | Georg von der Decken                     |       | DHP              |
| Royaume de Prusse (Hanovre)               |                   | 08 (Hanovre) | Heinrich Meister                         |       | SAP              |
| Royaume de Prusse (Hanovre)               |                   | 09 (Hamelin-Linden-Springe) | Ferdinand von Reden                      |       | NLP              |
| Royaume de Prusse (Hanovre)               |                   | 10 (Hildesheim-Marienburg-Alfeld-sur-la-Leine-Gronau) | Otto von Hake                            |       | DHP              |
| Royaume de Prusse (Hanovre)               |                   | 11 (Einbeck-Northeim-Osterode am Harz-Uslar) | Werner von der Schulenburg-Hehlen        |       | DHP              |
| Royaume de Prusse (Hanovre)               |                   | 12 (Göttingen-Duderstadt-Münden) | Karl Götz von Olenhusen                  |       | DHP              |
| Royaume de Prusse (Hanovre)               |                   | 13 (Goslar-Zellerfeld-Ilfeld) | Bernhard von Minnigerode                 |       | DHP              |
| Royaume de Prusse (Hanovre)               |                   | 14 (Gifhorn-Celle-Peine-Burgdorf) | Otto von der Decken                      |       | DHP              |
| Royaume de Prusse (Hanovre)               |                   | 15 (Lüchow-Uelzen-Dannenberg-Bleckede-Isenhagen) | Berthold von Bernstorff                  |       | DHP              |
| Royaume de Prusse (Hanovre)               |                   | 16 (Lunebourg-Soltau-Winsen) | Adolf von Wangenheim-Wake                |       | DHP              |
| Royaume de Prusse (Hanovre)               |                   | 17 (Harbourg-Rotenbourg-en-Hanovre-Zeven) | Wilhelm Hastedt                          |       | NLP              |
| Royaume de Prusse (Hanovre)               |                   | 18 (Stade-Geestemünde-Bremervörde-Osterholz-Blumenthal) | Rudolf von Bennigsen                     |       | NLP              |
| Royaume de Prusse (Hanovre)               |                   | 19 (Neuhaus-sur-l'Oste-Hadeln-Lehe-Kehdingen-Jork) | Hermann Gebhard                          |       | NLP              |
| Royaume de Prusse (Westphalie)            | Münster           | 01 (Tecklembourg-Steinfurt-Ahaus) | Carl Timmerman                           |       | ZEN              |
| Royaume de Prusse (Westphalie)            | Münster           | 02 (Münster-Coesfeld) | Clemens Heereman von Zuydwyck            |       | ZEN              |
| Royaume de Prusse (Westphalie)            | Münster           | 03 (Borken-Recklinghausen) | Albert Beckmann                          |       | ZEN              |
| Royaume de Prusse (Westphalie)            | Münster           | 04 (Lüdinghausen-Beckum-Warendorf) | Heinrich Wattendorf                      |       | ZEN              |
| Royaume de Prusse (Westphalie)            | Minden            | 01 (Minden-Lübbecke) | Carl Albert Hermann Bock                 |       | DKP              |
| Royaume de Prusse (Westphalie)            | Minden            | 02 (Herford-Halle-en-Westphalie) | Hans Hugo von Kleist-Retzow              |       | DKP              |
| Royaume de Prusse (Westphalie)            | Minden            | 03 (Bielefeld-Wiedenbrück) | Hermann Evers                            |       | ZEN              |
| Royaume de Prusse (Westphalie)            | Minden            | 04 (Paderborn-Büren) | Heinrich Hesse                           |       | ZEN              |
| Royaume de Prusse (Westphalie)            | Minden            | 05 (Höxter-Warburg) | Carl von Wendt-Papenhausen               |       | ZEN              |
| Royaume de Prusse (Westphalie)            | Arnsberg          | 01 (Wittgenstein-Siegen-Biedenkopf) | Adolf Stöcker                            |       | DKP              |
| Royaume de Prusse (Westphalie)            | Arnsberg          | 02 (Olpe-Arnsberg-Meschede) | Peter Reichensperger                     |       | ZEN              |
| Royaume de Prusse (Westphalie)            | Arnsberg          | 03 (Altena-Iserlohn-Lüdenscheid) | Paul Langerhans                          |       | DFP              |
| Royaume de Prusse (Westphalie)            | Arnsberg          | 04 (Hagen-Schwelm-Witten) | Eugen Richter                            |       | DFP              |
| Royaume de Prusse (Westphalie)            | Arnsberg          | 05 (Bochum-Gelsenkirchen-Hattingen-Herne) | Burghard von Schorlemer-Alst             |       | ZEN              |
| Royaume de Prusse (Westphalie)            | Arnsberg          | 06 (Dortmund-Hörde) | Theodor Möller                           |       | NLP              |
| Royaume de Prusse (Westphalie)            | Arnsberg          | 07 (Hamm-Soest) | Gottfried Schneider                      |       | NLP              |
| Royaume de Prusse (Westphalie)            | Arnsberg          | 08 (Lippstadt-Brilon) | Ferdinand Kersting                       |       | ZEN              |
| Royaume de Prusse (Hesse-Nassau)          | Wiesbaden         | 01 (Haut-Taunus-Höchst-Usingen) | Carl Ludwig Funck                        |       | DFP              |
| Royaume de Prusse (Hesse-Nassau)          | Wiesbaden         | 02 (Wiesbaden-Rheingau-Bas-Taunus) | Friedrich Schenck                        |       | DFP              |
| Royaume de Prusse (Hesse-Nassau)          | Wiesbaden         | 03 (Saint-Goarshausen-Bas-Westerwald) | Ernst Lieber                             |       | ZEN              |
| Royaume de Prusse (Hesse-Nassau)          | Wiesbaden         | 04 (Limbourg-Haute-Lahn-Basse-Lahn) | Gustav Münch                             |       | DFP              |
| Royaume de Prusse (Hesse-Nassau)          | Wiesbaden         | 05 (Dill-Haut-Westerwald) | Gustav Kauffmann                         |       | DFP              |
| Royaume de Prusse (Hesse-Nassau)          | Wiesbaden         | 06 (Francfort-sur-le-Main) | Wilhelm Schmidt                          |       | SAP              |
| Royaume de Prusse (Hesse-Nassau)          | Cassel            | 01 (Comté de Schaumbourg-Hofgeismar-Wolfhagen) | Ludwig Werner                            |       | Antisémite (Ref) |
| Royaume de Prusse (Hesse-Nassau)          | Cassel            | 02 (Cassel-Melsungen) | Ernst von Weyrauch                       |       | DKP              |
| Royaume de Prusse (Hesse-Nassau)          | Cassel            | 03 (Fritzlar-Homberg-Ziegenhain) | Max Liebermann von Sonnenberg            |       | Antisémite (DSP) |
| Royaume de Prusse (Hesse-Nassau)          | Cassel            | 04 (Eschwege-Seigneurie de Schmalkalden-Witzenhausen) | Feodor Wilisch                           |       | DFP              |
| Royaume de Prusse (Hesse-Nassau)          | Cassel            | 05 (Marbourg-Frankenberg-Kirchhain) | Otto Böckel                              |       | Antisémite (Ref) |
| Royaume de Prusse (Hesse-Nassau)          | Cassel            | 06 (Hersfeld-Rotenburg-sur-la-Fulda-Hünfeld) | Werner von Schleinitz                    |       | DKP              |
| Royaume de Prusse (Hesse-Nassau)          | Cassel            | 07 (Fulda-Schlüchtern-Gersfeld) | Clemens Heidenreich Droste zu Vischering |       | ZEN              |
| Royaume de Prusse (Hesse-Nassau)          | Cassel            | 08 (Hanau-Gelnhausen) | Carl Schier                              |       | DKP              |
| Royaume de Prusse (Rhénanie)              | Cologne           | 01 (Cologne-Ville) | Adolf Greiß                              |       | ZEN              |
| Royaume de Prusse (Rhénanie)              | Cologne           | 02 (Cologne-Campagne) | Clemens Menken                           |       | ZEN              |
| Royaume de Prusse (Rhénanie)              | Cologne           | 03 (Bergheim-sur-l'Erft-Euskirchen) | Wilhelm Rudolphi                         |       | ZEN              |
| Royaume de Prusse (Rhénanie)              | Cologne           | 04 (Rheinbach-Bonn) | Winand Virnich                           |       | ZEN              |
| Royaume de Prusse (Rhénanie)              | Cologne           | 05 (Sieg-Waldbröl) | Joseph Lingens                           |       | ZEN              |
| Royaume de Prusse (Rhénanie)              | Cologne           | 06 (Mülheim-sur-le-Rhin-Gummersbach-Wipperfürth) | Adolf Bödiker                            |       | ZEN              |
| Royaume de Prusse (Rhénanie)              | Düsseldorf        | 01 (Remscheid-Lennep-Mettmann) | Reinhart Schmidt                         |       | DFP              |
| Royaume de Prusse (Rhénanie)              | Düsseldorf        | 02 (Elberfeld-Barmen) | Friedrich Harm                           |       | SAP              |
| Royaume de Prusse (Rhénanie)              | Düsseldorf        | 03 (Solingen) | Georg Schumacher                         |       | SAP              |
| Royaume de Prusse (Rhénanie)              | Düsseldorf        | 04 (Düsseldorf) | Karl Wenders                             |       | ZEN              |
| Royaume de Prusse (Rhénanie)              | Düsseldorf        | 05 (Essen-Ville) | Gerhard Stötzel                          |       | ZEN              |
| Royaume de Prusse (Rhénanie)              | Düsseldorf        | 06 (Duisbourg-Mülheim-Ruhrort-Oberhausen) | Friedrich Hammacher                      |       | NLP              |
| Royaume de Prusse (Rhénanie)              | Düsseldorf        | 07 (Moers-Rees) | Wilhelm von und zu Hoensbroech           |       | ZEN              |
| Royaume de Prusse (Rhénanie)              | Düsseldorf        | 08 (Clèves-Gueldre) | Clemens Perger                           |       | ZEN              |
| Royaume de Prusse (Rhénanie)              | Düsseldorf        | 09 (Kempen) | Aloys Fritzen                            |       | ZEN              |
| Royaume de Prusse (Rhénanie)              | Düsseldorf        | 10 (Gladbach) | Friedrich von Kehler                     |       | ZEN              |
| Royaume de Prusse (Rhénanie)              | Düsseldorf        | 11 (Krefeld) | Karl Bachem                              |       | ZEN              |
| Royaume de Prusse (Rhénanie)              | Düsseldorf        | 12 (Neuss-Grevenbroich) | Franz von Dalwigk zu Lichtenfels         |       | ZEN              |
| Royaume de Prusse (Rhénanie)              | Coblence          | 01 (Wetzlar-Altenkirchen) | Heinrich Kraemer                         |       | NLP              |
| Royaume de Prusse (Rhénanie)              | Coblence          | 02 (Neuwied) | Hermann Joseph Bender                    |       | ZEN              |
| Royaume de Prusse (Rhénanie)              | Coblence          | 03 (Coblence-Saint-Goar) | Karl Fritzen                             |       | ZEN              |
| Royaume de Prusse (Rhénanie)              | Coblence          | 04 (Kreuznach-Simmern) | Ludwig von Cuny                          |       | NLP              |
| Royaume de Prusse (Rhénanie)              | Coblence          | 05 (Mayen-Ahrweiler) | Friedrich Franz Kochann                  |       | ZEN              |
| Royaume de Prusse (Rhénanie)              | Coblence          | 06 (Adenau-Cochem-Zell) | Andreas von Grand-Ry                     |       | ZEN              |
| Royaume de Prusse (Rhénanie)              | Trèves            | 01 (Daun-Bitburg-Prüm) | Johann Peter Limbourg                    |       | ZEN              |
| Royaume de Prusse (Rhénanie)              | Trèves            | 02 (Wittlich-Bernkastel) | Christian Dieden                         |       | ZEN              |
| Royaume de Prusse (Rhénanie)              | Trèves            | 03 (Trèves) | Victor Rintelen                          |       | ZEN              |
| Royaume de Prusse (Rhénanie)              | Trèves            | 04 (Sarrelouis-Merzig-Sarrebourg) | Bartholomäus Haanen                      |       | ZEN              |
| Royaume de Prusse (Rhénanie)              | Trèves            | 05 (Sarrebruck) | Gustav Pfaehler                          |       | NLP              |
| Royaume de Prusse (Rhénanie)              | Trèves            | 06 (Ottweiler-Saint-Wendel-Meisenheim) | Carl Ferdinand von Stumm-Halberg         |       | DRP              |
| Royaume de Prusse (Rhénanie)              | Aix-la-Chapelle   | 01 (Schleiden-Malmedy-Montjoie) | Franz von Arenberg                       |       | ZEN              |
| Royaume de Prusse (Rhénanie)              | Aix-la-Chapelle   | 02 (Eupen-Aix-la-Chapelle-Campagne) | Adam Bock                                |       | ZEN              |
| Royaume de Prusse (Rhénanie)              | Aix-la-Chapelle   | 03 (Aix-la-Chapelle-Ville) | Theodor Mooren                           |       | ZEN              |
| Royaume de Prusse (Rhénanie)              | Aix-la-Chapelle   | 04 (Düren-Juliers) | Alfred von Hompesch                      |       | ZEN              |
| Royaume de Prusse (Rhénanie)              | Aix-la-Chapelle   | 05 (Geilenkirchen-Heinsberg-Erkelenz) | Franz Hitze                              |       | ZEN              |
| Royaume de Prusse (Hohenzollern)          | Sigmaringen       | 01 (Sigmaringen-Hechingen) | Fidelis Graf                             |       | ZEN              |
| Royaume de Bavière                        | Haute-Bavière     | 01 (Munich I (Altstadt-Lehel-Maxvorstadt) | Georg Birk                               |       | SAP              |
| Royaume de Bavière                        | Haute-Bavière     | 02 (Munich II (Isarvorstadt-Ludwigsvorstadt-Au-Haidhausen-Giesing) -Munich-Campagne-Starnberg-Wolfratshausen | Georg von Vollmar                        |       | SAP              |
| Royaume de Bavière                        | Haute-Bavière     | 03 (Aichach-Friedberg-Dachau-Schrobenhausen) | Sigmund von Pfetten-Arnbach              |       | ZEN              |
| Royaume de Bavière                        | Haute-Bavière     | 04 (Ingolstadt-Freising-Pfaffenhofen) | Josef Aichbichler                        |       | ZEN              |
| Royaume de Bavière                        | Haute-Bavière     | 05 (Wasserburg-Erding-Mühldorf) | Konrad Fischer                           |       | ZEN              |
| Royaume de Bavière                        | Haute-Bavière     | 06 (Weilheim-Werdenfels-Bruck-Landsberg-Schongau) | Franz Weber                              |       | ZEN              |
| Royaume de Bavière                        | Haute-Bavière     | 07 (Rosenheim-Ebersberg-Miesbach-Tölz) | Wolfgang Wagner                          |       | ZEN              |
| Royaume de Bavière                        | Haute-Bavière     | 08 (Traunstein-Laufen-Berchtesgaden-Altötting) | Anton Lehemeir                           |       | ZEN              |
| Royaume de Bavière                        | Basse-Bavière     | 01 (Landshut-Dingolfing-Vilsbiburg) | Michael Mayer                            |       | ZEN              |
| Royaume de Bavière                        | Basse-Bavière     | 02 (Straubing-Bogen-Landau-Vilshofen) | Conrad von Preysing                      |       | ZEN              |
| Royaume de Bavière                        | Basse-Bavière     | 03 (Passau-Wegscheid-Wolfstein-Grafenau) | Rudolf Weiß                              |       | ZEN              |
| Royaume de Bavière                        | Basse-Bavière     | 04 (Pfarrkirchen-Eggenfelden-Griesbach) | Georg Haberland                          |       | ZEN              |
| Royaume de Bavière                        | Basse-Bavière     | 05 (Deggendorf-Regen-Viechtach-Kötzting) | Franz Xaver Leonhard                     |       | ZEN              |
| Royaume de Bavière                        | Basse-Bavière     | 06 (Kelheim-Regen-Rottenburg-Mallersdorf) | Sebastian Kirchammer                     |       | ZEN              |
| Royaume de Bavière                        | Palatinat         | 01 (Spire-Ludwigshafen-Frankenthal) | Carl Clemm                               |       | NLP              |
| Royaume de Bavière                        | Palatinat         | 02 (Landau-Neustadt-en-Haardt) | Albert Bürklin                           |       | NLP              |
| Royaume de Bavière                        | Palatinat         | 03 (Germersheim-Bergzabern) | Theodor Brünings                         |       | NLP              |
| Royaume de Bavière                        | Palatinat         | 04 (Deux-Ponts-Pirmasens) | Eduard Adt                               |       | NLP              |
| Royaume de Bavière                        | Palatinat         | 05 (Hombourg-Kusel) | Franz Armand Buhl                        |       | NLP              |
| Royaume de Bavière                        | Palatinat         | 06 (Kaiserslautern-Kirchheimbolanden) | Johannes Miquel                          |       | NLP              |
| Royaume de Bavière                        | Haut-Palatinat    | 01 (Ratisbonne-Burglengenfeld-Stadtamhof) | Adolf von Walderdorff                    |       | ZEN              |
| Royaume de Bavière                        | Haut-Palatinat    | 02 (Amberg-Nabburg-Sulzbach-Eschenbach) | Andreas Hilpert                          |       | ZEN              |
| Royaume de Bavière                        | Haut-Palatinat    | 03 (Neumarkt-Velburg-Hemau) | Johann Lerzer                            |       | ZEN              |
| Royaume de Bavière                        | Haut-Palatinat    | 04 (Neunburg-Waldmünchen-Cham-Roding) | Josef Witzlsperger                       |       | ZEN              |
| Royaume de Bavière                        | Haut-Palatinat    | 05 (Neustadt-sur-la-Waldnaab-Vohenstrauß-Tirschenreuth) | Johann Lehner                            |       | ZEN              |
| Royaume de Bavière                        | Haute-Franconie   | 01 (Hof-Naila-Rehau-Münchberg) | Heinrich Raeithel                        |       | DFP              |
| Royaume de Bavière                        | Haute-Franconie   | 02 (Bayreuth-Wunsiedel-Berneck) | Friedrich von Feustel                    |       | NLP              |
| Royaume de Bavière                        | Haute-Franconie   | 03 (Forchheim-Kulmbach-Pegnitz-Ebermannstadt) | Friedrich Pezold                         |       | ZEN              |
| Royaume de Bavière                        | Haute-Franconie   | 04 (Kronach-Staffelstein-Lichtenfels-Stadtsteinach-Teuschnitz) | Friedrich von Gagern                     |       | ZEN              |
| Royaume de Bavière                        | Haute-Franconie   | 05 (Bamberg-Höchstadt) | Johannes Wenzel                          |       | ZEN              |
| Royaume de Bavière                        | Moyenne-Franconie | 01 (Nuremberg) | Karl Grillenberger                       |       | SAP              |
| Royaume de Bavière                        | Moyenne-Franconie | 02 (Erlangen-Fürth-Hersbruck) | Franz August Schenk von Stauffenberg     |       | DFP              |
| Royaume de Bavière                        | Moyenne-Franconie | 03 (Ansbach-Schwabach-Heilsbronn) | Wilhelm Troeltsch                        |       | NLP              |
| Royaume de Bavière                        | Moyenne-Franconie | 04 (Eichstätt-Beilngries-Weissembourg) | Franz Schaedler                          |       | ZEN              |
| Royaume de Bavière                        | Moyenne-Franconie | 05 (Dinkelsbühl-Gunzenhausen-Feuchtwangen) | Friedrich Lutz                           |       | DKP              |
| Royaume de Bavière                        | Moyenne-Franconie | 06 (Rothembourg-sur-la-Tauber-Neustadt-sur-l'Aisch) | Kilian Keller                            |       | NLP              |
| Royaume de Bavière                        | Basse-Franconie   | 01 (Aschaffenbourg-Alzenau-Obernburg-Miltenberg) | Adam Haus                                |       | ZEN              |
| Royaume de Bavière                        | Basse-Franconie   | 02 (Kitzingen-Gerolzhofen-Ochsenfurt) | Friedrich Carl von Schönborn-Wiesentheid |       | ZEN              |
| Royaume de Bavière                        | Basse-Franconie   | 03 (Lohr-Karlstadt-Hamelbourg-Marktheidenfeld-Gemünden) | Johann Karl von und zu Franckenstein     |       | ZEN              |
| Royaume de Bavière                        | Basse-Franconie   | 04 (Neustadt-sur-la-Saale-Brückenau-Mellrichstadt-Königshofen-Kissingen) | Ludwig Karl Reichert                     |       | ZEN              |
| Royaume de Bavière                        | Basse-Franconie   | 05 (Schweinfurt-Haßfurt-Ebern) | Leonhard Burlein                         |       | ZEN              |
| Royaume de Bavière                        | Basse-Franconie   | 06 (Wurtzbourg) | August Stöhr                             |       | ZEN              |
| Royaume de Bavière                        | Souabe            | 01 (Augsbourg-Wertingen) | Georg Biehl                              |       | ZEN              |
| Royaume de Bavière                        | Souabe            | 02 (Donauwörth-Nördlingen-Neubourg) | Michael Wildegger                        |       | ZEN              |
| Royaume de Bavière                        | Souabe            | 03 (Dillingen-Guntzbourg-Zusmarshausen) | Max von Preysing-Lichtenegg              |       | ZEN              |
| Royaume de Bavière                        | Souabe            | 04 (Illertissen-Neu-Ulm-Memmingen-Krumbach) | Magnus Anton Reindl                      |       | ZEN              |
| Royaume de Bavière                        | Souabe            | 05 (Kaufbeuren-Mindelheim-Oberdorf-Füssen) | Georg Orterer                            |       | ZEN              |
| Royaume de Bavière                        | Souabe            | 06 (Immenstadt-Sonthofen-Kempten-en-Allgäu-Lindau) | Josef Landes                             |       | ZEN              |
| Royaume de Saxe                           |                   | 01 (Zittau) | Louis Heinrich Buddeberg                 |       | DFP              |
| Royaume de Saxe                           |                   | 02 (Löbau) | Reinhold Hoffmann                        |       | NLP              |
| Royaume de Saxe                           |                   | 03 (Bautzen-Kamenz-Bischofswerda) | Georg Hempel                             |       | DKP              |
| Royaume de Saxe                           |                   | 04 (Dresde-rive-droite-Radeberg-Radeburg) | Heinrich Hermann Klemm                   |       | DKP              |
| Royaume de Saxe                           |                   | 05 (Dresde-rive-gauche) | Theodor Hultzsch                         |       | DKP              |
| Royaume de Saxe                           |                   | 06 (Dresde-Campagne-Dippoldiswalde) | Karl Gustav Ackermann                    |       | DKP              |
| Royaume de Saxe                           |                   | 07 (Meissen-Großenhain-Riesa) | Heinrich von Friesen-Rötha               |       | DKP              |
| Royaume de Saxe                           |                   | 08 (Pirna-Sebnitz) | Carl Ernst Grumbt                        |       | DRP              |
| Royaume de Saxe                           |                   | 09 (Freiberg-Hainichen) | Kurt Merbach                             |       | DRP              |
| Royaume de Saxe                           |                   | 10 (Döbeln-Nossen-Leisnig) | Paul Mehnert                             |       | DKP              |
| Royaume de Saxe                           |                   | 11 (Oschatz-Wurzen-Grimma) | Eduard Giese                             |       | DKP              |
| Royaume de Saxe                           |                   | 12 (Leipzig-Ville) | Albert Wilhelm Gustav Goetz              |       | NLP              |
| Royaume de Saxe                           |                   | 13 (Leipzig-Campagne-Taucha-Markranstädt-Zwenkau) | Friedrich Geyer                          |       | SAP              |
| Royaume de Saxe                           |                   | 14 (Borna-Geithain-Rochlitz) | Arnold Woldemar von Frege-Weltzien       |       | DKP              |
| Royaume de Saxe                           |                   | 15 (Mittweida-Frankenberg-Augustusburg) | Albert Schmidt                           |       | SAP              |
| Royaume de Saxe                           |                   | 16 (Chemnitz) | Max Schippel                             |       | SAP              |
| Royaume de Saxe                           |                   | 17 (Glauchau-Meerane-Hohenstein-Ernstthal) | Ignaz Auer                               |       | SAP              |
| Royaume de Saxe                           |                   | 18 (Zwickau-Crimmitschau-Werdau) | Karl Wilhelm Stolle                      |       | SAP              |
| Royaume de Saxe                           |                   | 19 (Stollberg-Schneeberg) | Julius Seifert                           |       | SAP              |
| Royaume de Saxe                           |                   | 20 (Marienberg-Zschopau) | Arthur Gehlert                           |       | DRP              |
| Royaume de Saxe                           |                   | 21 (Annaberg-Schwarzenberg-Johanngeorgenstadt) | Eugen Holtzmann                          |       | NLP              |
| Royaume de Saxe                           |                   | 22 (Auerbach-Zschopau) | Carl Kurtz                               |       | DKP              |
| Royaume de Saxe                           |                   | 23 (Plauen-Oelsnitz-Klingenthal) | Alwin Hartmann                           |       | DKP              |
| Royaume de Wurtemberg                     |                   | 01 (Stuttgart) | Gustav Siegle                            |       | NLP              |
| Royaume de Wurtemberg                     |                   | 02 (Cannstatt-Louisbourg-Marbach-Waiblingen) | Ferdinand Schnaidt                       |       | DtVP             |
| Royaume de Wurtemberg                     |                   | 03 (Heilbronn-Besigheim-Brackenheim-Neckarsulm) | Georg Härle                              |       | DtVP             |
| Royaume de Wurtemberg                     |                   | 04 (Böblingen-Vaihingen-Leonberg-Maulbronn) | Friedrich Kercher                        |       | DtVP             |
| Royaume de Wurtemberg                     |                   | 05 (Esslingen-Nürtingen-Kirchheim-Urach) | August Weiß                              |       | NLP              |
| Royaume de Wurtemberg                     |                   | 06 (Reutlingen-Tübingen-Rottenburg) | Friedrich von Payer                      |       | DtVP             |
| Royaume de Wurtemberg                     |                   | 07 (Nagold-Calw-Neuenbürg-Herrenberg) | Wilhelm von Gültlingen                   |       | DRP              |
| Royaume de Wurtemberg                     |                   | 08 (Freudenstadt-Horb-Oberndorf-Sulz) | Oscar von Münch                          |       | DtVP             |
| Royaume de Wurtemberg                     |                   | 09 (Balingen-Rottweil-Spaichingen-Tuttlingen) | Conrad Haußmann                          |       | DtVP             |
| Royaume de Wurtemberg                     |                   | 10 (Gmünd-Göppingen-Welzheim-Schorndorf) | Wilhelm Speiser                          |       | DtVP             |
| Royaume de Wurtemberg                     |                   | 11 (Hall-Backnang-Öhringen-Weinsberg) | Julius Leemann                           |       | NLP              |
| Royaume de Wurtemberg                     |                   | 12 (Gerabronn-Crailsheim-Mergentheim-Künzelsau) | Georg Pflüger                            |       | DtVP             |
| Royaume de Wurtemberg                     |                   | 13 (Aalen-Gaildorf-Neresheim-Ellwangen) | Heinrich Adelmann von Adelmannsfelden    |       | ZEN              |
| Royaume de Wurtemberg                     |                   | 14 (Ulm-Heidenheim-Geislingen) | Hans Haehnle                             |       | DtVP             |
| Royaume de Wurtemberg                     |                   | 15 (Ehingen-Blaubeuren-Laupheim-Münsingen) | Adolf Gröber                             |       | ZEN              |
| Royaume de Wurtemberg                     |                   | 16 (Biberach-Leutkirch-Waldsee-Wangen) | Gebhard Braun                            |       | ZEN              |
| Royaume de Wurtemberg                     |                   | 17 (Ravensbourg-Tettnang-Saulgau-Riedlingen) | Johannes Göser                           |       | ZEN              |
| Grand-duché de Bade                       |                   | 01 (Constance-Überlingen-Stockach) | Friedrich Hug                            |       | ZEN              |
| Grand-duché de Bade                       |                   | 02 (Donaueschingen-Villingen) | Hermann von Hornstein                    |       | DKP              |
| Grand-duché de Bade                       |                   | 03 (Waldshut-Säckingen-Neustadt-en-Forêt-Noire) | Joseph Schuler                           |       | ZEN              |
| Grand-duché de Bade                       |                   | 04 (Lörrach-Müllheim) | Karl Lauck                               |       | ZEN              |
| Grand-duché de Bade                       |                   | 05 (Fribourg-Emmendingen) | Ludwig Marbe                             |       | ZEN              |
| Grand-duché de Bade                       |                   | 06 (Lahr-Wolfach) | Friedrich Schaettgen                     |       | ZEN              |
| Grand-duché de Bade                       |                   | 07 (Offenbourg-Kehl) | Maximilian Wilhelm Reichert              |       | ZEN              |
| Grand-duché de Bade                       |                   | 08 (Rastatt-Bühl-Baden-Baden) | Franz Xaver Lender                       |       | ZEN              |
| Grand-duché de Bade                       |                   | 09 (Pforzheim-Ettlingen) | Adolf Dillinger                          |       | DtVP             |
| Grand-duché de Bade                       |                   | 10 (Karlsruhe-Bruchsal) | Markus Pflüger                           |       | DFP              |
| Grand-duché de Bade                       |                   | 11 (Mannheim) | August Dreesbach                         |       | SAP              |
| Grand-duché de Bade                       |                   | 12 (Heidelberg-Mosbach) | Julius Menzer                            |       | DKP              |
| Grand-duché de Bade                       |                   | 13 (Bretten-Sinsheim) | Wilhelm von Douglas                      |       | DKP              |
| Grand-duché de Bade                       |                   | 14 (Tauberbischofsheim-Buchen) | Rudolf von Buol-Berenberg                |       | ZEN              |
| Grand-duché de Hesse                      |                   | 01 (Giessen) | Wilhelm Pickenbach                       |       | Antisémite (Ref) |
| Grand-duché de Hesse                      |                   | 02 (Friedberg-Büdingen) | Egidius Gutfleisch                       |       | DFP              |
| Grand-duché de Hesse                      |                   | 03 (Lauterbach-Alsfeld-Schotten) | Oswald Zimmermann                        |       | Antisémite (Ref) |
| Grand-duché de Hesse                      |                   | 04 (Darmstadt-Groß-Gerau) | Arthur Osann                             |       | NLP              |
| Grand-duché de Hesse                      |                   | 05 (Offenbach-Dieburg) | Carl Ulrich                              |       | SAP              |
| Grand-duché de Hesse                      |                   | 06 (Erbach-Bensheim) | Ferdinand Scipio                         |       | NLP              |
| Grand-duché de Hesse                      |                   | 07 (Worms-Heppenheim) | Heinrich von Marquardsen                 |       | NLP              |
| Grand-duché de Hesse                      |                   | 08 (Bingen-Alzey) | Ludwig Bamberger                         |       | DFP              |
| Grand-duché de Hesse                      |                   | 09 (Mayence-Oppenheim) | Franz Jöst                               |       | SPD              |
| Grand-duché de Mecklembourg-Schwerin      |                   | 01 (Hagenow-Toddin-Bakendorf-Lübtheen-Grevesmühlen -Grevesmühlen-Plüschow-Wittenburg-Walsmühlen-Zarrentin-Wittenburg) | Ludolph von Wrisberg                     |       | DKP              |
| Grand-duché de Mecklembourg-Schwerin      |                   | 02 (Schwerin-Chevalerie-Schwerin-Domaine-Crivitz-Chevalerie -Crivitz-Domaine-Wismar-Poel-Mecklembourg-Redentin-Gadebusch -Gadebusch-Rehna-Mecklembourg-Sternberg -Warin-Neukloster-Sternberg-Tempzin)                       | Otto Büsing                              |       | NLP              |
| Grand-duché de Mecklembourg-Schwerin      |                   | 03 (Boizenburg-Chevalerie-Boizenburg-Domaine-Dobbertin-Dömitz -Goldberg-Grabow-Grabow-Eldena-Lübz-Lübz-Marnitz -Neustadt-en-Mecklembourg-Abbaye-Neustadt-en-Mecklembourg-Chevalerie -Neustadt-en-Mecklembourg-Domaine-Plau) | Hermann Pachnicke                        |       | DFP              |
| Grand-duché de Mecklembourg-Schwerin      |                   | 04 (Gnoien-Dargun-Gnoien-Neukalen-Ivenack-Malchow-Neukalen -Stavenhagen-Chevalerie-Stavenhagen-Domaine-Wredenhagen-Chevalerie -Wredenhagen-Domaine)                                                                         | Otto von Schlieffen                      |       | DKP              |
| Grand-duché de Mecklembourg-Schwerin      |                   | 05 (Bützow-Chevalerie-Bützow-Domaine-Bützow-Rühn-Doberan -Ribnitz-Abbaye-Ribnitz-Chevalerie-Ribnitz-Domaine -Toitenwinkel zu Rostock)                                                                                       | Carl von Bar                             |       | DFP              |
| Grand-duché de Mecklembourg-Schwerin      |                   | 06 (Güstrow-Rossewitz-Güstrow-Schwaan-Chevalerie-Schwaan-Domaine) | Wilhelm von Schlieffen                   |       | DKP              |
| Grand-duché de Saxe-Weimar-Eisenach       |                   | 01 (Weimar-Apolda) | Philipp Samhammer                        |       | DFP              |
| Grand-duché de Saxe-Weimar-Eisenach       |                   | 02 (Eisenach-Dermbach) | Ernst Harmening                          |       | DFP              |
| Grand-duché de Saxe-Weimar-Eisenach       |                   | 03 (Iéna-Neustadt-sur-l'Orla) | Friedrich Wisser                         |       | Sans étiquette   |
| Grand-duché de Mecklembourg-Strelitz      |                   | 01 (Neustrelitz, Neubrandenbourg-Schönberg) | Heinrich von Oertzen                     |       | DKP              |
| Grand-duché d'Oldenbourg                  |                   | 01 (Oldenbourg-Eutin-Birkenfeld) | Hugo Hinze                               |       | DFP              |
| Grand-duché d'Oldenbourg                  |                   | 02 (Jever-Rüstringen-Brake-Westerstede-Varel-Elsfleth-Butjadingen) | Albert Traeger                           |       | DFP              |
| Grand-duché d'Oldenbourg                  |                   | 03 (Vechta-Delmenhorst-Cloppenburg-Wildeshausen-Friesoythe) | Ferdinand Heribert von Galen             |       | ZEN              |
| Duché de Brunswick                        |                   | 01 (Brunswick-Blankenburg) | Wilhelm Blos                             |       | SAP              |
| Duché de Brunswick                        |                   | 02 (Helmstedt-Wolfenbüttel) | Karl Schrader                            |       | DFP              |
| Duché de Brunswick                        |                   | 03 (Holzminden-Gandersheim) | August Schütte                           |       | DFP              |
| Duché de Saxe-Meiningen                   |                   | 01 (Meiningen-Hildburghausen) | Wilhelm Thomas                           |       | DFP              |
| Duché de Saxe-Meiningen                   |                   | 02 (Sonneberg-Saalfeld) | Friedrich Witte                          |       | DFP              |
| Duché de Saxe-Altenbourg                  |                   | 01 (Altenbourg-Roda) | Iwan Baumbach                            |       | DRP              |
| Duché de Saxe-Cobourg et Gotha            |                   | 01 (Cobourg) | Georg von Siemens                        |       | DFP              |
| Duché de Saxe-Cobourg et Gotha            |                   | 02 (Gotha) | Otto Zangemeister                        |       | DFP              |
| Duché d'Anhalt                            |                   | 01 (Dessau-Zerbst) | Richard Roesicke                         |       | NLP              |
| Duché d'Anhalt                            |                   | 02 (Bernbourg-Köthen-Ballenstedt) | Wilhelm Oechelhäuser                     |       | NLP              |
| Principauté de Schwarzbourg-Rudolstadt    |                   | 01 (Königsee-Frankenhausen) | Gustav Knörcke                           |       | DFP              |
| Principauté de Schwarzbourg-Sondershausen |                   | 01 (Sondershausen-Arnstadt-Gehren-Ebeleben) | Theodor Pieschel                         |       | NLP              |
| Principauté de Waldeck-Pyrmont            |                   | 01 (Eider-Twiste-Eisenberg-Pyrmont) | Friedrich Boettcher                      |       | NLP              |
| Principauté de Reuss branche aînée        |                   | 01 (Greiz-Burgk) | Karl Hermann Förster                     |       | SAP              |
| Principauté Reuss branche cadette         |                   | 01 (Gera-Schleiz) | Emanuel Wurm                             |       | SAP              |
| Principauté de Schaumbourg-Lippe          |                   | 01 (Bückeburg-Stadthagen) | Georg Langerfeldt                        |       | DFP              |
| Principauté de Lippe                      |                   | 01 (Blomberg-Brake-Detmold-Lipperode-Cappel-Schötmar) | Louis Wilhelm Uhlendorff                 |       | DFP              |
| Lübeck                                    |                   | 01 (Lübeck) | Theodor Schwartz                         |       | SAP              |
| Brême                                     |                   | 01 (Brême-Bremerhaven) | Julius Bruhns                            |       | SAP              |
| Hambourg                                  |                   | 01 (Neustadt-Sankt Pauli) | August Bebel                             |       | SAP              |
| Hambourg                                  |                   | 02 (Altstadt-Saint-Georges-Hammerbrook) | Johann Heinrich Wilhelm Dietz            |       | SAP              |
| Hambourg                                  |                   | 03 (Hambourg-Campagne-Landherrenschaften) | Wilhelm Metzger                          |       | SAP              |
| Alsace-Lorraine                           |                   | 01 (Altkirch-Thann) | Landelin Winterer                        |       | Catholique       |
| Alsace-Lorraine                           |                   | 02 (Mulhouse) | Charles Hickel                           |       | SAP              |
| Alsace-Lorraine                           |                   | 03 (Colmar) | Charles Grad                             |       | Catholique       |
| Alsace-Lorraine                           |                   | 04 (Guebwiller) | Joseph Guerber                           |       | Catholique       |
| Alsace-Lorraine                           |                   | 05 (Ribeauvillé) | Jacob Ignatius Simonis                   |       | Catholique       |
| Alsace-Lorraine                           |                   | 06 (Sélestat) | Irénée Lang                              |       | Catholique       |
| Alsace-Lorraine                           |                   | 07 (Molsheim-Erstein) | Hugo Zorn von Bulach                     |       | DKP              |
| Alsace-Lorraine                           |                   | 08 (Strasbourg-Ville) | Emil Petri                               |       | NLP              |
| Alsace-Lorraine                           |                   | 09 (Strasbourg-Campagne) | Jean North                               |       | NLP              |
| Alsace-Lorraine                           |                   | 10 (Hagenau-Wissembourg) | Eugène de Dietrich                       |       | Catholique       |
| Alsace-Lorraine                           |                   | 11 (Saverne) | Jean Hoeffel                             |       | DRP              |
| Alsace-Lorraine                           |                   | 12 (Sarreguemines-Forbach) | Jean Baptiste Mangès                     |       | Catholique       |
| Alsace-Lorraine                           |                   | 13 (Boulay-Thionville-Est-Thionville-Ouest) | Julius Joseph Neumann                    |       | Catholique       |
| Alsace-Lorraine                           |                   | 14 (Metz-Ville-Metz-Campagne) | Jean Michel Dellès                       |       | Catholique       |
| Alsace-Lorraine                           |                   | 15 (Sarrebourg-Château-Salins) | Pierre Küchly                            |       | Catholique       |